# Халімов Іззатулло
Іззатулло Халімов (1939, кишлак Яхч Комсомолабадського району, тепер Нурабадського району, Таджикистан — 2008, Таджикистан) — радянський таджицький державний діяч, 1-й секретар Хатлонського та Курган-Тюбинського обласних комітетів КП Таджикистану. Депутат Верховної ради Таджицької РСР. Народний депутат СРСР (1989—1991).

## Життєпис
Народився в селянській родині.
У 1959 році закінчив Сталінабадський державний педагогічний інститут.
У 1959—1960 роках — інструктор Комсомолабадського районного комітету ЛКСМ Таджикистану.
Член КПРС з 1960 року.
У 1960—1963 роках служив у Радянській армії.
З 1964 року працював вчителем школи в Гармському районі Таджицької РСР.
У 1964—1969 роках — студент Таджицького сільськогосподарського інституту.
У 1969—1970 роках — головний агроном колгоспу «Рохі Нав» Комсомолабадського району Таджицької РСР.
У 1970—1972 роках — 1-й секретар Комсомолабадського районного комітету ЛКСМ Таджикистану.
У 1972—1974 роках — слухач Ташкентської Вищої партійної школи.
У 1974—1980 роках — голова виконавчого комітету Комсомолабадської районної ради народних депутатів Таджицької РСР.
У 1980—1985 роках — 1-й секретар Аштського районного комітету КП Таджикистану.
У 1985—1988 роках — 1-й секретар Куйбишевського районного комітету КП Таджикистану Курган-Тюбинської області.
У вересні 1988 — січні 1990 року — 1-й секретар Хатлонського обласного комітету КП Таджикистану.
У січні 1990 — серпні 1991 року — 1-й секретар Курган-Тюбинського обласного комітету КП Таджикистану.
Потім — голова хукумату Комсомолабадського району Республіки Таджикистан.
Помер 2008 року.

## Нагороди та звання
- орден «Знак Пошани»
- медалі